# Nicola Conte (ufficiale)
Nicola Conte (Tripoli, 15 aprile 1920 – Roma, 15 aprile 1976) è stato un militare e marinaio italiano, decorato di Medaglia d'oro al valor militare a vivente nel corso della seconda guerra mondiale.

## Biografia

La portaerei Aquila semiaffondata in una foto del 1945.

Nacque a Tripoli, nell'allora Africa Settentrionale Italiana, il 15 aprile 1920. 
Nel 1938 diviene allievo della Regia Accademia Navale di Livorno, uscendone con il grado di guardiamarina nel 1941.  Fu dapprima imbarcato  sulla nave da battaglia Littorio e poi sulla  Vittorio Veneto dove conseguì la promozione a sottotenente di vascello.
Nel maggio 1942 passò, dietro sua domanda, alla Xª Flottiglia MAS e, ottenuto il brevetto da sommozzatore, operò nell'ambito del Reparto d'assalto subacqueo.
All'atto dell'armistizio dell'8 settembre 1943 rifiutò la richiesta del suo comandante, capitano di fregata Junio Valerio Borghese, di collaborare con la Marina della Repubblica Sociale Italiana. Raggiunta Roma entrò a far parte attiva del Fronte militare di resistenza della Regia Marina, e dopo la liberazione della Capitale, il 4 giugno 1944 raggiunse il Centro Marina di Roma, venendo destinato al ricostituito Gruppo mezzi d'assalto. Fu protagonista nelle acque di Genova, assieme al sottocapo Evelino Marcolini, dell'impresa che nella notte del 19 aprile 1945 portò al danneggiamento della portaerei Aquila, operazione che gli valse la concessione della medaglia d'oro al valor militare a vivente e la promozione a tenente di vascello per merito di guerra.
Dopo la fine del conflitto, dall'ottobre 1945 al dicembre 1947, prestò servizio al Centro Subacqueo di Taranto, partecipando attivamente alle operazioni di sminamento e bonifica delle coste e dei porti dell'Adriatico. Collocato in aspettativa per infermità contratta in servizio, nel 1951 fu posto in congedo assoluto ed iscritto nel Ruolo d'Onore nel grado di capitano di corvetta. Promosso capitano di fregata nel 1962, divenne capitano di vascello nel 1967. Si spense a Roma il 15 aprile 1976 nel giorno del suo 56º compleanno.

### Fonti
1. 1 2 3 4 5 6 7  Alberini, Prosperini 2016, p. 156.
2. 1 2 3  Combattenti Liberazione.
3. 1 2 3  Marina Difesa.
4. ↑  Medaglie d'oro al valor militare sul sito della Presidenza della Repubblica